# Chó Picardy Spaniel
Chó Picardy Spaniel là một giống chó được phát triển ở Pháp để sử dụng làm chó săn. Nó có liên quan đến Chó Picardy Spaniel Xanh và vẫn có nhiều điểm tương đồng, nhưng Picardy Spaniel là giống chó có kích thước lớn hơn trong hai giống này. Nó được cho là một trong hai giống chó Spaniel lâu đời nhất và được ưa chuộng bởi giới quý tộc Pháp, vẫn còn phổ biến với vai trò trợ giúp công việc săn bắn sau cuộc Cách mạng Pháp do lớp lông chống chịu thời tiết cho phép nó săn lùng trong nhiều điều kiện và địa hình khác nhau.

## Tính nết
Picardy Spaniel là một giống chó ngoan ngoãn, thích chơi với trẻ em và có mối dây liên kết tốt với chủ của chúng. Chó Picardy Spaniel được mô tả là có một bản chất hòa đồng nhẹ nhàng, sở hữu một tính cách tốt và tương đối dễ huấn luyện. Ở Pháp, giống này được sử dụng để săn bắn trong các khu vực rừng với gà lôi và trong đầm lầy đối với chim dẽ giun. Tuy nhiên nó cũng có thể được sử dụng để săn vịt, thỏ rừng và thỏ. Loài này vượt trội trong việc trợ giúp săn bắn trong đầm lầy và sẽ không ngần ngại nhảy xuống nước. Giống chó này cũng có thể đóng vai trò như một giống chó cứu hộ nếu được yêu cầu. Giống chó này phù hợp sống tại một không gian nhỏ và do đó có thể phù hợp với cuộc sống trong thành phố, nhưng chúng cũng thích không gian mở.